# 装甲騎兵ボトムズ 赫奕たる異端
『装甲騎兵ボトムズ 赫奕たる異端』（そうこうきへいボトムズ かくやくたるいたん）は、テレビアニメ『装甲騎兵ボトムズ』の続編に当たるOVA。全5話。

## 概要
テレビシリーズ『装甲騎兵ボトムズ』が終了した時点で、監督（本作では総監督）の高橋良輔は「最終回のラストシーン以後は作らない」といった主旨の発言をしていた。それでも続編という形での新作を望むファンや業界関係者の声は相当数あり、それらの声に後押しされる形で製作されたのが本作である。しかし、実際に作品を見たファンからは抗議が殺到、特にヒロインのフィアナが力尽きてしまうストーリー展開にはスタッフ内部からも批判の声が上がったという。高橋にとっても本作の製作は不本意なものであったらしく、自ら手がけたテレビシリーズのノベライズのあとがきでも「諸般の事情で製作に踏み切ってしまったのです」と記している。
オープニングアニメーションは原画を川元利浩が手掛け、塩山紀生がキャラクター、吉田徹がメカニックの作画監督を担当。スコープドッグの砲撃シーンでの機体の反動描写は今西隆志の指示により、陸上自衛隊の戦車による砲撃を収めた演習ビデオを参考に作画された。
本作の英題は製作スタジオ内で広く募集され、制作進行であった小原正和の発案による『THE DEFROST』が採用された。

## 物語
アストラギウス暦7247年、キリコとフィアナが眠りについて32年が経過していた。ギルガメスとバララントの両国家による激戦が展開される中、負傷した兵士を前線から後方へと送り届けるコールドカプセルの一群の中に、キリコとフィアナを収めたカプセルが紛れ込む。
ギルガメス連合に属する惑星マナウラの衛星軌道に浮かぶ宇宙工場群コンプラントで2人に蘇生処置が行われキリコは蘇生するが、フィアナは蘇生不良状態のままいずこへか連れ去られてしまう。フィアナを追い求めるキリコは、汎銀河宗教結社マーティアルの権力闘争に巻き込まれていく。

### マーティアル
ギルガメス・バララント双方の国家に多くの信者を持つ巨大な宗教結社。前身は惑星ジアゴノの原始宗教。後に聖地アレギウムとなる地で、ヤーダル碑と呼ばれる物体が発見された年をジアゴノ暦元年と定め、これが後にアストラギウス暦となる。惑星ジアゴノ周辺は、第四次銀河大戦の戦時下にあってなお不可侵宙域となっている。
キリコとフィアナが冷凍睡眠に入った翌年、ソノバ枢機卿を代表とする調査委員会は、キリコの素性を調査し「キリコを触れ得ざる者とする」調査書をまとめ、これが「ソノバ議定書」として議決された。
第2話の予告にも使われている「ドゥ・オステ・オワグーラ・クレ・ヤシディーロ・グラッツィ・ミト・モメンダーリ」はマーティアルの祈りの言葉であり、「神聖なる闘争の極まるところ 武なる光 照たらん」の意。
なお、『装甲騎兵ボトムズ』本編に登場する秘密結社は、マーティアルから分裂した組織である。
マーティアルの名称は英語のMartialに由来し、また役職名など全体の設定および劇中世界における役割の基になっているのは、カトリックとその総本山バチカンのスタイルとその歴史である。これらは競争、力の追求という名の「宗教」から逃れられない人間社会のメタファーとなっている（詳しくはアレギウムを参照のこと）。

## 登場人物
キリコ・キュービィー
声 - 郷田ほづみ
かつて「神」を殺した男。「力」を欲することも「力」に服することもしない、にも関わらず異能の力に恵まれているため、マーティアルの教義にとって非常に都合が悪い存在とみなされていた。しかしその彼を殺すこともまたできないため、32年前のコールドスリープの後、マーティアルからは触れ得ざる者と定義づけられている。
自らの眼前から連れ去られたフィアナをひたすら捜し求める。だが、アレギウムですら屈せざるを得ない彼を倒せばアレギウムの権威を超えることができる、と思い至ったモンテウェルズにより差し向けられた刺客＝テイタニアの執拗な追跡と攻撃にさらされる。
第1話と第2話ではうっすらと髭が生えている描写がなされた。
フィアナ
声 - 弥永和子
キリコの伴侶。32年前のコールドスリープ時にわずかな余命はほぼ尽きており、キリコは彼女と永遠に生きるために眠りに就いたとの説明がなされている。キリコが彼女を追い求めるのは再凍結させ、少しでも延命させたいという悲痛な願いによるもの。
何も知らないテイタニアによって完全に蘇生され、迫る死を前に、自分を失った後のキリコをテイタニアにゆだね、キリコの腕の中で力尽きる。
その後、ロッチナに見送られる形になり、再びカプセルに収められ宇宙をさまよっている。
テイタニア・ダ・モンテウェルズ
声 - 松岡洋子
少女時代に事故で瀕死の重傷を負い、胸部に補助脳を埋め込まれた生体兵器ネクスタントとして蘇生する。補助脳はテイタニアの睡眠時にも自律動作しており、外部から強制的に作動させることも可能である。また、ネクスタントゆえに全身がサイボーグ化しているため、キリコとの戦闘で左腕を失っても、短期間で元通りになっている。
本来の髪型はキリコに似たショートカットであるが、礼装時には本来のヘアカラーとは別の金髪のカツラを着用する。
第1話でマーティアルの第13階位「秩序の盾」を授かるが、その認証式のさなかにキリコ蘇生の報がもたらされる。その後父の名誉のためキリコを付け狙い倒さんとするも、彼には愛憎入り混じった複雑な思いを抱いてゆく。フィアナからは同じ「普通の人間ではない」女として、自分亡き後、孤独なキリコを愛してほしいと懇願される。そしてキリコとの対決の後、フィアナはキリコに抱きしめられながら息を引き取る。
その後は独り旅立ったキリコを追うべく、父と決別してマーティアルを抜けた。
ヴィアチェスラフ・ダ・モンテウェルズ
声 - 山内雅人
テイタニアの父。惑星マナウラにあるマーティアル第9セクター支部の枢機卿であり、次期法王候補。かつてはマナウラ軍の中将であった。己が法王の座に就くためにはキリコの蘇生のみならず、実の娘すら利用する野心家。教団の牧歌的な競争や切磋琢磨の誉れなどはまるで信じておらず、マーティアル内での権力のみを欲する。勝利を信じていたネクスタントであるテイタニアがキリコに敗北した際は、ショックで惚けたような表情を見せる。その後は娘に決別される。
続編にあたる『装甲騎兵ボトムズ 幻影篇』で再登場する。
ゴディバ
声 - 江原正士
マナウラ軍軍医長。以前はアレギウムにいたが、ソノバ議定書に医学的見地から異を唱えたために破門された。
コンプラント墜落に伴い収容されたキリコと出会い、以後行動を共にする。キリコのアレギウム襲撃の際にはフィアナの再凍結を行う手はずであったが、フィアナのいる部屋にたどり着く頃には既にテイタニアによって蘇生された後であった。
テオ8世
声 - 坂東尚樹
在位41年に及ぶマーティアルの第712代法王。キリコを「触れ得ざる者」と定めた「ソノバ議定書」の発布をしたのも彼である。非常に高齢であるため、自ら歩くこともままならず、常に介助者が付き添っていた。またまともな発話発音もできないようであったが、第4話でモンテウェルズに耳打ちする際、突如流暢にしゃべり、それまでの口調が芝居であったことが判明する。
グノー
声 - 辻親八
アレギウム枢機卿。次期法王の座をモンテウェルズと争っている。配下の腹心であるノスコヴィッツと共に、ネクスタントの問題点や、コンプラントでキリコを仕留められなかったことなどを材料に、一時モンテウェルズよりも優勢になるが、モンテウェルズの策略により法王候補から滑り落ちただけでなく、濡れ衣を着せられたことを問いつめるが、口封じのためモンテウェルズに射殺される。
イリン・ノスコヴィッツ
声 - 笹岡繁蔵
アレギウム司祭。モンテウェルズに「触れ得ざる者」キリコ蘇生の報告と抹殺の命令を伝える。グノーの腹心であり、声高々にグノーを次期法王に推すが、モンテウェルズの策略により濡れ衣を着せられ、モンテウェルズに謀略を抗議するものの、法王に刃向かったと見なされ、グノー共々射殺される。
ラーキン
声 - 島香裕
コールドスリープ回収業者。ふとしたことからキリコとフィアナが眠るカプセルを見つけ、それを高値で売りつけようとしていたが、コンプラントにてテイタニアに引き渡しを拒否し、テイタニアを殺そうとして返り討ちにあう。
ズロー・バルデック
声 - 菅原正志
3級蘇生業者。アレギウムにフィアナの眠るカプセルを送り届ける指令をモンテウェルズから受けており、その後にモンテウェルズにグノーに濡れ衣の罪をかぶせる演技をさせられる。
マオリ
声 - 掛川裕彦
マーティアル司祭。モンテウェルズの腹心で、テイタニアの補助脳の制御と調整も行っている。モンテウェルズの命令には忠実だが、常に顔色をうかがっている小心者で、ノスコヴィッツとは正反対である。キリコによってアレギウムの権威が失墜した後、モンテウェルズの名代としてキリコをアレギウムの象徴として誘おうとするが、拒絶される。
ジャン・ポール・ロッチナ
声 - 銀河万丈
元バララント宇宙軍将校で、「神」の手先だった老人。アレギウムでキリコに関する記録を編纂する余生を送っている。テレビシリーズと32年が経過した本作において随分老化した容姿になっている。最終話では余命尽きたフィアナを再度宇宙へと送り出す。ただ、なぜ彼女を宇宙におくりだすことになったかは、彼自身もわかっていない。
銀河万丈は、テレビシリーズ同様に次回予告のナレーションも担当。

## 登場AT
テレビシリーズから32年もの時間が経過しているが、使用されているATはギルガメス・バララント両陣営とも変化していない。ここでは本作で新たに設定された物のみを挙げる。
オーデルバックラーとエルドスピーネは、出渕裕が担当したラフデザインを大河原邦男がクリーンアップしている。
- バーグラリードッグ（ATM-09-DD）
スコープドッグのバリエーションで、荒地戦仕様の機体。膝から下に悪路走行用ユニットの「トランプルリガー」を装備している。7連装ミサイルポッド（右肩部）、3連装SMMランチャー（右腰部）、ガトリングガン（左腰部）の他に、展開式の重火器「ドロッパーズフォールディングガン」を装備。キリコがアレギウム突入に使用した。
非常に強力なカスタム機だが、スコープドッグTCのように重装備でかつ、扱いにくいゆえにギルガメス軍での正式採用はされていない。プレイステーションゲームソフトなどにも本機が登場するが、それは32年前の頃から本機が考案されていたものだということになった。
- オーデルバックラー（XATH-11TC）
アレギウム防衛司令官用のATで、エルドスピーネのバリエーション。ベースはほとんど変わらないものの、頭部はかつて秘密結社が製造したストライクドッグに似たものとなっているほか、左腕にはパイルバンカーを装備するなどの武装強化が施されている。テイタニアが搭乗し、補助脳の作動によってキリコのバーグラリードッグを圧倒。アームパンチによる胸部ハッチ付近の損傷を受けた[注 3]だけでキリコ機を半壊させるが、その時に生じた破口によって最終的にテイタニア（厳密にはテイタニアの補助脳）は敗北する。
名称はマーティアルの階位「秩序の盾」に由来する。他のATが持つ降着機能が無い。
- エルドスピーネ（XATH-11）
アレギウム防衛一般兵用AT。左腋下に「ザイルスパイト」と呼ばれる銛の付いたワイヤーを射出する装置を装備している。アームパンチ機構は右腕のみにあり、マニピュレータを保護するための装甲板が追加されている。なお、カメラアイはドッグタイプのようなターレット方式ではなく、複雑に噛み合ったギアによって自在に前面を移動する。
名称はドイツ語で「土蜘蛛」の意。プレイステーションソフトの『装甲騎兵ボトムズ 鋼鉄の軍勢』にも、古いタイプの本機が登場する。

## スタッフ
- 原案 - 矢立肇
- 原作・総監督 - 高橋良輔
- 監督 - 今西隆志
- 脚本 - 吉川惣司
- キャラクターデザイン・作画監督 - 塩山紀生
- メカニカルデザイン - 大河原邦男
- デザインワークス - 出渕裕
- サブメカデザイン - 佐山善則
- メカニカル作監 - 吉田徹
- 美術 - 脇威志（第2話まで）、岡田有章、西川増水（第3話以降）
- 音楽 - 乾裕樹
- 音響監督 - 小林克良
- プロデューサー - 猪股一彦（ユーメックス）、沢登昌樹（ムービック）、植田益朗（サンライズ）、富田民幸（サンライズ、第2話以降）
- 制作 - サンライズ、ユーメックス、ムービックプロモートサービス
- 製作・著作 - サンライズ

### オープニングテーマ
風が知っている
作詞 - 大熊朝秀 / 作曲・編曲 - 乾裕樹 / 歌 - 井口慎也

### エンディングテーマ
夢の鍵
作詞 - 大熊朝秀 / 作曲・編曲 - 乾裕樹 / 歌 - 井口慎也

## 各話リスト
| 話数 | 発売日                       | サブタイトル | 脚本     | 絵コンテ | 演出              | 作画監督 | 作画監督補        |
| ---- | ---------------------------- | ------------ | -------- | -------- | ----------------- | -------- | ----------------- |
| 1    | 1994年3月21日 1994年5月24日  | 回帰         | 吉川惣司 | 今西隆志 | 原田奈奈          | 塩山紀生 | 横山彰利          |
| 2    | 1994年5月21日 1994年7月21日  | アレギウム   | 吉川惣司 | 今西隆志 | 中野頼道          | 塩山紀生 | 横山彰利 小林利充 |
| 3    | 1994年7月21日 1994年9月24日  | 巡礼         | 吉川惣司 | 今西隆志 | 原田奈奈          | 塩山紀生 | 横山彰利          |
| 4    | 1994年9月21日 1994年11月21日 | 臨界         | 吉川惣司 | 今西隆志 | 原田奈奈 大熊朝秀 | 塩山紀生 | 横山彰利          |
| 5    | 1994年12月1日 1995年1月21日  | 触れ得ざる者 | 吉川惣司 | 今西隆志 | 大熊朝秀 原田奈奈 | 塩山紀生 | 横山彰利          |

## 関連商品

### ビデオ
- 『装甲騎兵ボトムズ BRIEFING I　CHIRICO HISTORY』　1994年3月16日　ユーメックス
  - 高橋良輔と塩山紀生の対談を間に挟みながら、これまでのキリコの足跡を時系列に振り返る。
  - オープニングとエンディングはテレビシリーズのものが使用された。

- 『装甲騎兵ボトムズ BRIEFING II　NOTICE OF THE DEFROST』　1994年3月23日　ユーメックス
  - BGMの録音風景、乾裕樹インタビュー、大河原邦男と出渕裕の対談などを収録し、テレビシリーズと本作の間に起こった出来事を高橋良輔監修のもと、設定制作を担当していた竹田裕一郎が構成、複数のイラストレーターによる描き下ろしで紹介。第1話の予告編が収録されている。
  - オープニングとエンディングはビデオ総集編『サンサ』および『クエント』で新規に作画されたものが使用された。

LDでは『BRIEFING I』が第1話、『BRIEFING II』が第5話の初回版に、それぞれ収録された。双方とも銀河万丈がナレーションを担当。

### 漫画
1995年7月25日にメディアワークスから発行（発売・主婦の友社）。作画は今掛勇。
- 装甲騎兵ボトムズ 赫奕たる異端 （1995年7月、作画：今掛勇、原作：矢立肇、高橋良輔）メディアワークス、主婦の友社、ISBN 978-407303373-8

### CD
- 装甲騎兵ボトムズ赫奕たる異端オリジナル・サウンドトラック 1994年06月29日 EMIミュージック・ジャパン
- 装甲騎兵ボトムズ赫奕たる異端オリジナル・サウンドトラックVol.II（LD-BOXの特典、非売品）

### DVD
いずれもバンダイビジュアルから発売。
- 装甲騎兵ボトムズ DVDメモリアルボックス　2005年2月24日発売
テレビ版全52話＋OVA版全話（総集編を含む）＋『赫奕たる異端』全5話の20枚組。

- 装甲騎兵ボトムズ 赫奕たる異端 1　2007年2月23日発売
第1話から第3話を収録。
- 装甲騎兵ボトムズ 赫奕たる異端 2　2007年2月23日発売
第4話と第5話を収録。